# 新底潛魚
新底潛魚為輻鰭魚綱鼬魚目鼬魚亞目隱魚科的其中一種，分布於西南太平洋的Kermadec海溝，棲息深度8200-8300公尺，體長可達23.5公分，為深海底棲性魚類，屬肉食性，罕見。

## 擴展閱讀
維基物種上的相關：新底潛魚